# جمعیت رهپویان انقلاب اسلامی
جمعیت رهپویان انقلاب اسلامی یک گروه و حزب سیاسی اصولگرای ایرانی در نظام جمهوری اسلامی ایران است که در سال ۱۳۸۷ تأسیس شد و در حال حاضر دبیرکلی آن را مالک شریعتی برعهده دارد.

## ساختار داخلی

### هیئت مؤسس
مجوز جمعیت رهپویان انقلاب اسلامی در سال ۸۷ از سوی وزارت کشور صادر شد و هیئت مؤسس آن عبارتند از علیرضا زاکانی، زهره الهیان، محمد دهقان، پرویز سروری، مهدی طائب، حمیدرضا رستمی، مالک شریعتی و فریدالدین حداد عادل. اولین دبیرکل این جمعیت علیرضا زاکانی بود که و سه دوره نیز دبیرکلی آن را بر عهده داشت.

### دوره اول
اولین کنگره جمعیت رهپویان اردیبهشت ۸۸ و پیش از دهمین دوره انتخابات ریاست جمهوری برگزار شد. ۲۴ عضو شورای مرکزی رهپویان به این شرخ اعلام شد: علیرضا زاکانی، محمد دهقان، پرویز سروری، زهره الهیان، الیاس نادران، حمیدرضا رستمی، فریدالدین حداد عادل، مهدی طائب، مالک شریعتی، غلامعباس کیانی، عباس رجایی، محمد درخشان، امین توکلی زاده، علیرضا نادعلی، نصیر نیک نژاد، حمید سعادت، سیدمحمدرضا آقامیری، معصومه ابراهیمی، حمیدرضا بیگی، علیرضا سلیمی، ابوالفضل باقری، پیام تیرانداز، عطا الله رفیعی آتانی و عصمت سوادی. از سوی دیگر محمدحسین رادان، حسام حبیب‌الله و امیرمسعود حبیبیان نیز به عنوان بازرس برگزیده شدند.
این تشکل در جریان رقابت انتخاباتی دهمین دوره انتخابات ریاست جمهوری رسماً از نامزدی محمود احمدی‌نژاد حمایت کرد.

### دوره دوم
در این دوره علیرضا زاکانی مجدداً دبیرکل رهپویان شد. شورای مرکزی این حزب نیز تغییراتی داشت و حسین مظفر و محمدودود حیدری به عنوان اعضای جدید شورای مرکزی انتخاب شدند. رهپویان در یازدهمین دوره انتخابات ریاست جمهوری از نامزدی غلامعلی حداد عادل و محمدباقر قالیباف حمایت کرد.

### دوره سوم
زاکانی برای سومین بار دبیرکل رهپویان باقی ماند.

### دوره چهارم
مجمع عمومی جمعیت رهپویان در چهارمین دوره فعالیت، ۲۱ آبان ۱۳۹۵ با رای‌گیری از اعضا برگزار شد و شورای مرکزی این تشکل سیاسی متشکل از ۳۵ عضو اصلی و ۳ نفر علی‌البدل تشکیل شد و پرویز سروری به عنوان دبیرکل جدید، بهزاد زارع قائم‌مقام دبیرکل، نورالدین قدیمی، معاون امور استان‌ها و مالک شریعتی به‌عنوان سخنگوی جمعیت برگزیده شدند.
احمد امیرآبادی فراهانی، فاطمه قاسم‌پور و الیاس نادران مهم‌ترین نفرات اضافه شده به ترکیب شورای مرکزی رهپویان در دوره چهارم بودند.

### دوره پنجم
مجمع عمومی جمعیت رهپویان در پنجمین دوره قعالیت، ۲۶ مهر ۱۳۹۷ با سخنرانی محسن رضایی، سعید جلیلی و محمدحسن رحیمیان رئیس جبهه مردمی نیروهای انقلاب (جمنا) و همچنین رای‌گیری از اعضا برگزار شد و شورای مرکزی این تشکل سیاسی متشکل از ۲۵ عضو اصلی و ۵ نفر علی‌البدل تشکیل شد. همچنین محمد دهقان به عنوان دبیرکل جدید، زهره الهیان قائم‌مقام دبیرکل و مالک شریعتی به‌عنوان سخنگوی جمعیت برگزیده شدند.
۷ ماه بعد، جمعیت رهپویان دبیرکل خود را تغییر داد و بهزاد زارع را به جای محمد دهقان که از سوی رئیس وقت قوه قضائیه به عنوان حقوقدان به مجلس معرفی شد معرفی کرد. محمدصادق کاظمی نیز جایگزین شریعتی در پست سخنگویی شد.
تیر ۹۹ نیز مجدداً این تشکل تغییراتی داشت که از آن به عنوان نوسازی یاد شد و مالک شریعتی به عنوان دبیرکل جدید انتخاب شد.

## اصول جمعیت رهپویان
انقلاب اسلامی در پرتو عنایات خاص الهی، رهبری پیامبر گونه حضرت امام (ره) و ایمان، آگاهی و تلاشهای مجدانه مردم مسلمان ایران به پیروزی رسید و استمرار آن نیز تاکنون جز در سایه تمسک به اسلام، پیروی از ولایت مطلقه فقیه و حضور مردم در صحنه میسر نبوده‌است. امروزه نظام‌سلطه و استکبارجهانی از راه‌های مختلف در پی ترویج لیبرال‌دموکراسی غربی است و با بهره‌گیری از رسانه‌ها و تکنولوژی ارتباطی برتر خود به دنبال ایجاد وضعیتی است که فرهنگهای بومی توان روبروشدن با آن را نداشته باشند و به اجبار یکی بعد از دیگری به آن بپیوندند. در این رهگذر مردم سالاری دینی برگرفته از اصول اسلام ناب محمدی (ص)، تنها گزینهای است که اسباب شکست این امپراطوری سیاه را فراهم خواهد آورد.
نظام حکومتی ایران پرچمدار حرکت بنیادینی است که ازآیین حیاتبخش اسلام سرچشمه گرفته و با تکیه به رای مردم در پیکرهای واحد و زیبا، مفهوم نوین «جمهوری اسلامی» را محقق نموده‌است. از همین روی ساماندهی افکار عمومی جامعه براساس «تعالیم روحبخش اسلام»، «منافع ملی» و «مطالبات حقه مردم» امری ضروری می‌نماید.
یکی از پشتوانه‌های اساسی انقلاب اسلامی که منجربه پیروزی و استمرار آن در همه عرصه‌ها گردید حضور گسترده مردم بود و بهترین راه حفظ و بالندگی این انقلاب الهی هم بی شک توجه به قشرهای مختلف اجتماعی بویژه نخبگان و فرهیختگان آن خواهد بود.

آشنایی با جمعیت رهپویان انقلاب اسلامی
جمعیت رهپویان انقلاب اسلامی با توجه به مرامنامه خود کارویژه تشکیلات سیاسی خود را به این شرح اعلام کرده‌است:
- تبیین، ترویج و اجرای درست فرمان‌های حضرت امام (ره) و رهنمودهای مقام معظم رهبری (مدظله‌العالی).
- سازماندهی قشرهای مؤثر و تأثیرگذاری مثبت برآنها از طریق نخبگان هر قشر وانتقال تجربه‌ها.
- ایجاد مرکزیتی فکور و چالاک در برخورد با پدیده‌های اجتماعی و برقراری ارتباطی کارا و سریع بین سطوح مختلف تشکیلات.
- تولید فکر و تحلیل کارآمد و تسری آن به جامعه.
- آموزش، تربیت سیاسی و معرفتی و کادریابی و کادرسازی برابر نیازها.
- تصمیم‌سازی و تولید برنامه برای اداره هدفمند و مؤثر اجتماع و کمک به تحقق اهداف نظام.
- تعامل فعال با افراد و گروه‌های مرجع و تأثیرگذاری متقابل دوسویه و ایجاد پیوندهای جدید بین نخبگان با اصولگرایان و نظام.
- جریان‌سازی مثبت اجتماعی و افزایش شور و نشاط انقلابی در جامعه.
- حضور فعال در عرصه‌های خدمتگزاری کشور.
- انتقال مطالبات عمومی، نیازها و کاستی‌های موجود به حاکمان و پیگیری تا رفع کامل آنها (تعریف منافع و تسریع منافع عمومی) و تبیین عملکرد و رفتار درست حکومت برای مردم.
- گسترش امر به معروف و نهی از منکر و تقویت نظارت اجتماعی بر بنیان‌های حکومتی.
- حضور فعال در همکاری با سایر گروه‌های اصولگرا و ایجاد انسجام با تأکید بر وحدت همه نیروهای انقلاب و افزودن ظرفیت‌های جدید به آن در داخل و خارج کشور.
- پاسداری از آرمان‌ها و دستاوردهای انقلاب شکوهمند اسلامی و کوشش جهت تحقق جامعه اسلامی، در راستای توسعه و استقرار تمدن بزرگ اسلامی.

## عملکرد در انتخابات

### انتخابات ریاست جمهوری اسلامی ایران
| انتخابات | نامزد                              | رای              | %             | جایگاه     |
| -------- | ---------------------------------- | ---------------- | ------------- | ---------- |
| ۱۳۸۸     | محمود احمدی‌نژاد                    | ۲۴٬۵۹۲٬۷۹۳       | ۶۲٫۴۶٪        | اول        |
| ۱۳۹۲     | غلامعلی حداد عادل محمدباقر قالیباف | انصراف ۶٬۰۷۷٬۲۹۲ | انصراف ۱۶٫۵۶٪ | انصراف دوم |
| ۱۳۹۶     | سید ابراهیم رئیسی                  | ۱۵٬۷۸۶٬۴۴۹       | ۳۸٫۳۰٪        | دوم        |
| ۱۴۰۰     | سید ابراهیم رئیسی                  | ۱۸٬۰۲۱٬۹۴۵       | ۶۲٫۹۰٪        | اول        |